# Кастанеа (Пенсилванија)
Кастанеа (енгл. Castanea) насељено је место без административног статуса у америчкој савезној држави Пенсилванија.

## Демографија
По попису из 2010. године број становника је 1.125, што је 64 (-5,4%) становника мање него 2000. године.
| Група             | 2000.         | 2010.         |
| Белци             | 1.172 (98,6%) | 1.101 (97,9%) |
| Афроамериканци    | 1 (0,1%)      | 2 (0,2%)      |
| Азијати           | 8 (0,7%)      | 3 (0,3%)      |
| Хиспаноамериканци | 3 (0,3%)      | 4 (0,4%)      |
| Укупно            | 1.189         | 1.125         |